# Minuskuł 35 (Gregory-Aland)
Minuskuł 35 (wedle numeracji Gregory–Aland), A18 (von Soden) – rękopis Nowego Testamentu pisany minuskułą na pergaminie w języku greckim z XI wieku. Zawiera marginalia. Rękopis został przygotowany do czytań liturgicznych. Tekst nie jest wysoko oceniany przez krytyków tekstu, cenią go natomiast zwolennicy bizantyńskiej tradycji tekstualnej. Stał się podstawą dla wydania Ewangelii Jana wedle tej tradycji.

## Opis rękopisu
Kodeks zawiera pełny tekst Nowego Testamentu na 328 pergaminowych kartach (18,6 cm na 13,9 cm). Kolejność ksiąg jest następująca: Ewangelie, Dzieje Apostolskie, Listy powszechne, Listy Pawła i Apokalipsa. Po Listach Pawła umieszczone zostały Homilie Jana Chryzostoma. Kodeks stosuje Aparat Eutaliusza do Listów powszechnych i Listów Pawła, na marginesach tekstu Apokalipsy zawiera scholia. Obejmuje też księgi liturgiczne z żywotami świętych: synaksarion i menologium. Tekst zawiera wiele korekt.
Tekst rękopisu pisany jest jedną kolumną na stronę, w 27 linijkach na stronę . Inicjały wyróżniono czerwonym kolorem.
Tekst podzielono według κεφαλαια (rozdziałów), których numery podano na marginesie. Na marginesach podano τιτλοι (tytuły) owych rozdziałów. Ponadto tekst Ewangelii dzielony jest według drugiego systemu, według Sekcji Ammoniusza. Sekcje Ammoniusza opatrzone zostały odniesieniami do Kanonów Euzebiusza (pisane pod numerami Sekcji Ammoniusza). Przed każdą księgą biblijną umieszczone zostały listy κεφαλαια (spis treści).
Zawiera noty liturgiczne na marginesie, dzięki czemu rękopis mógł być używany podczas liturgii.
Rękopis zawiera tekst Pericope adulterae (Jan 7,53-8,11), został on jednak oznakowany na marginesie przez znak dzielenia (÷), co oznacza, że autentyczność tego tekstu jest wątpliwa.

## Tekst
Grecki tekst Ewangelii reprezentuje bizantyńską tradycję tekstualną, przez Alanda zaklasyfikowany został do Kategorii V. Uchodzi za jednego z najlepszych reprezentantów standardowego tekstu bizantyńskiego.
Hermann von Soden zaklasyfikował go do rodziny tekstualnej Kr. Klasyfikacja Sodena została potwierdzona przez Claremont Profile Method, tj. metodę wielokrotnych wariantów. Metodą tą przebadano tylko dwa rozdziały Ewangelii Łukasza (Łk 1 i Łk 20).

## Historia
Paleograficznie datowany jest na wiek XI . Rękopis został nabyty pomiędzy 1643 a 1653 rokiem. Pierwszy opis rękopisu sporządził Bernard de Montfaucon. Na listę rękopisów Nowego Testamentu wciągnął go Wettstein. Rękopis badali Scholz oraz Paulin Martin. Herman C. Hoskier skolacjonował tekst Apokalipsy.
Obecnie przechowywany jest we Francuskiej Bibliotece Narodowej w Paryżu, w Fonds Coislin, pod numerem katalogowym Gr. 199 .
Nie jest cytowany w naukowych wydaniach greckiego Novum Testamentum Nestle-Alanda (NA26, NA27).
W roku 1999 przystąpiono do przygotowania tekstu Ewangelii Jana według bizantyńskiej tradycji tekstualnej. Przy wyborze rękopisów minuskuł 35 został uznany za najlepszego przedstawiciela bizantyńskiego tekstu ze względu na regularną gramatykę i niewielkie odchylenia od późniejszych drukowanych wydań tekstu bizantyńskiego (zwłaszcza wydania patriarchalnego z 1904 roku). W roku 2007 ukazała się Ewangelia Jana (The Gospel According to John in the Byzantine Tradition, Deutsche Bibelgesellschaft, Stuttgart 2007). Tekst wydania różni się od rękopisu jedynie w 18 miejscach. 10 zmian dotyczy ortografii:
4,9 συχρωνται zamieniono na συγχρωνται
5,8 εγερται ] εγειρε
5,8 κραββατον ] κραβαττον
5,9 κραββατον ] κραβαττον
5,10 κραββατον ] κραβαττον
5,11 κραββατον ] κραβαττον
5,12 κραββατον ] κραβαττον
12,6 εμελλεν ] εμελεν
18,23 δαιρεις ] δερεις
20,16 ραβουνι ] ραββουνι
W 8 miejscach wydanie idzie za korektami ze względu na błędy dokonane przez oryginalnego skrybę:
4,13 υδατος 35* τουτο 35c
4,18 ο 35* ον 35c
10,1 αμην 35* αμην αμην 35c
10,16 [3 blank spaces] 35* εχω α ουκ εστιν 35c
10,25 αυτοις αυτοις 35* αυτοις 35c
12,2 om. 35* ην 35c
16,17 om. 35* υπαγω 35c
16,19 om. 35* ειπον 35c
W 4 przypadkach skryba poprawił samego siebie (J 5,4; 14,3; 19,38; 21,15), jednak wydawcy wybrali oryginalny tekst.